# 白石山镇 (蛟河市)
白石山镇，是中华人民共和国吉林省吉林市蛟河市下辖的一个乡镇级行政单位。

## 行政区划
白石山镇下辖以下地区：
车站社区、白林社区、平岗村、友好村、永青村、白石山村、夹皮沟村、同青村、富强村、新发村、后柳村、育青村、琵河村、头道河村、常胜村、东桥村、二道河村和前柳村。